# Údolí

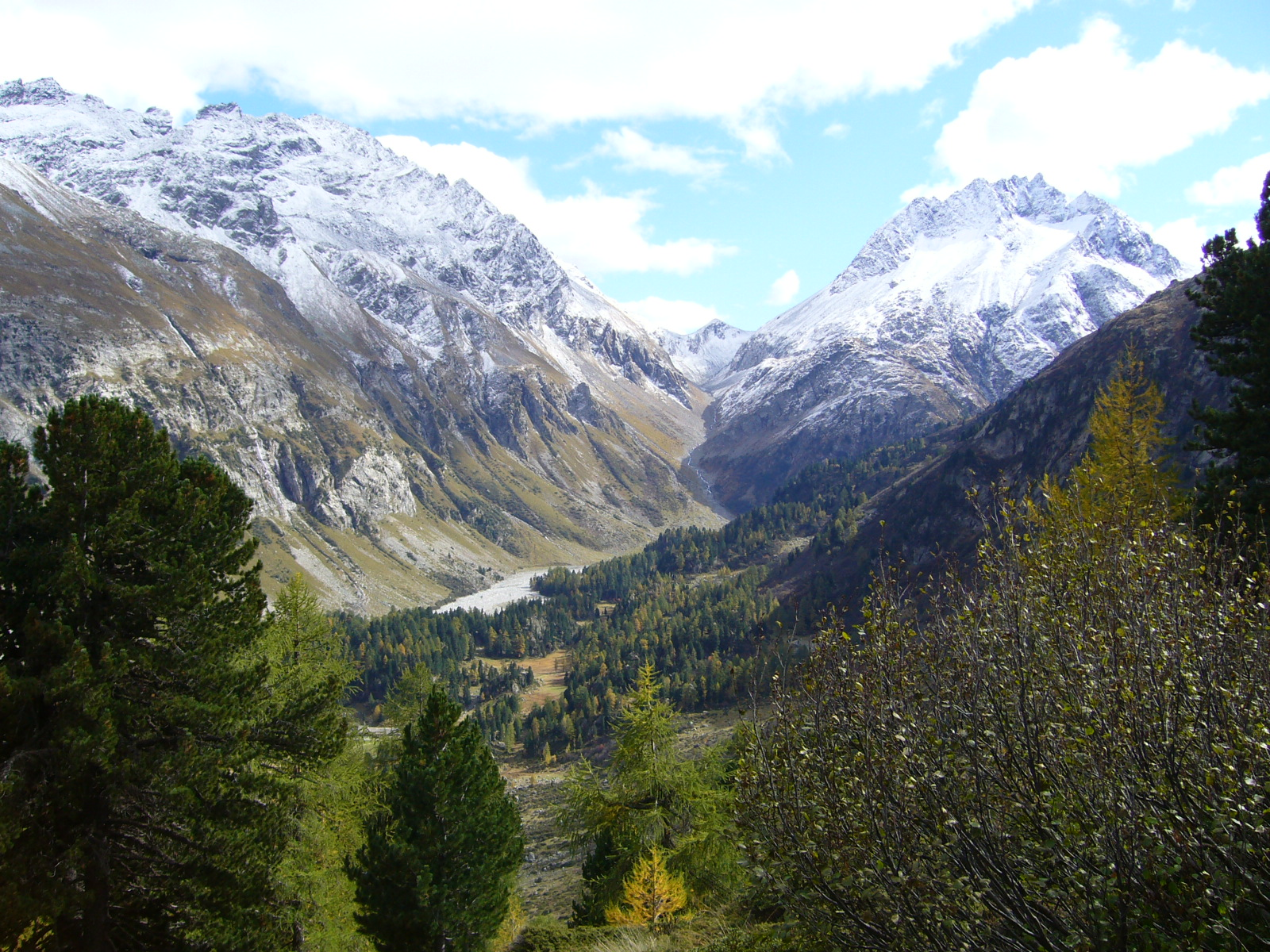
Typické ledovcové údolí ve spodní části a v horní říční

Údolí je druh geomorfologického tvaru, které se vyznačuje protáhlým tvarem, jehož okraje  jsou lemovány vyvýšeným terénem. Vznikají různými způsoby v závislosti na převládající síle. Jejich velikost je značně variabilní v závislosti na síle a času působení. Obvykle skrz údolí vede říční koryto, jelikož se jedná o nejsnazší cestu pro pohyb vody.
Hluboké a úzké údolí se nazývá žleb nebo také úžlabina.
Údolí se dělí na několik druhů v závislosti na erozivní síle, která je vytvořila:
- trog — vzniklé ledovcovou exarací, které je typické s oblými tvary. Svahy na stranách mají tvar písmene U.
- říční údolí — vzniklé údolí fluviálními procesy (tekoucí vodou). Vodní tok se neustále zahlubuje do podloží, čímž dochází ke vzniku údolí s typickými ostrými svahy do písmene V.
- uvala — typ údolí, které vzniká v krasových oblastech propadem podzemních jeskyní vlivem tekoucí vody a jejího rušivého účinku na vápence či dolomity.

Některá údolí mohou vznikat tektonickými procesy, kdy dojde k vyvýšení či poklesu okolních litosférických desek.